# 高槻ナギー
高槻 ナギー（たかつき ナギー）は日本の漫画家。男性。大阪府高槻市出身、埼玉県在住。友人の漫画家ナカGによって高槻ナギーと命名された。別名義としてNagyでも活動。

## 作品リスト

### 連載
- 女神のカルナバル（『COMIC SEED!』連載）全3巻
- シュラキ（『月刊ドラゴンエイジ』連載）全1巻
- めがらにか（『コミックガム』連載）全3巻
- サディスティックフルロマンス（『月刊コミック@バンチ』連載）全3巻
- エウリアン桃子（『月刊ヤングキングアワーズGH』連載）全2巻
- はちびっと彼女（『コミックガム』連載）全2巻

Nagy名義
- ミルクティースキャンダル（『ヤングコミック』隔月連載）全1巻
- ギャル騎士アンジェリカ（『ナマイキッ!』・『WEBコミックガンマぷらす』連載）全3巻
- リオンクール戦記（原作：小倉ひろあき、キャラクター原案：toi8、『月刊キスカ』→『WEBコミックガンマ』[1]連載）
- セブンス（原作：三島与夢、キャラクター原案：ともぞ、『カドコミ』2024年5月23日[2] - 連載）既刊2巻

### 読み切り
- 長門さんポニーですよ（『ハルヒコミックアンソロジー 涼宮ハルヒの絢爛』掲載）
- 絶対正義少女（『アオハル』2010年第0号掲載）
- つまり滅亡する!（『コミック・ダンガン』2013年9月6日掲載）
- オワ☆コン（『アオハル』2011年第0.5号掲載）

Nagy名義
- 地味子さん、異世界いってギャルデビュー（全1巻）
  - 地味子ちゃんが黒魔術で異世界ギャルデビューってワケわかんないんですケド（『WEBコミックガンマぷらす』）
  - 初恋彼岸（『ナマイキッ!』 2016年11月号）
  - 黄昏の双巫女（『ナマイキッ!』 2017年3月号）
  - 星のシニガミ（『ナマイキッ!』 2017年6月号）
  - ネメシスの追憶（『ナマイキッ!』 2017年7月号）
  - 私たちは、ここに居る（『ナマイキッ!』 2017年8月号）

### イラスト
- クイーンズゲイト第12シリーズ（2011年8月11日刊行）ISBN 978-4798602721

蒼の継承者ノエル＝ヴァーミリオン（格闘ゲーム『BLAZBLUE』シリーズ）
- PSP用ゲーム『クイーンズゲイトスパイラルカオス』

蒼の継承者ノエル＝ヴァーミリオン（同上）